# Hubbardton
Hubbardton est une ville du comté de Rutland dans le Vermont aux États-Unis. 
La ville a été nommée en l'honneur de Thomas Hubbard, un propriétaire. La population était de 706 habitants au recensement de 2010.